# Ross Robinson (skridskoåkare)
Rosslyn Legier "Ross" Robinson, född 6 december 1906 i Toronto, död 22 december 1992 i Brampton, var en hastighetsåkare på skridskor från Kanada. Han deltog i Sankt Moritz 1928. Han tävlade på 500 meter, 1 500 meter och 5 000 meter.